# Сарбя (Чарнковсько-Тшцянецький повіт)
Сарбя (пол. Sarbia, нім. Sarben) — село в Польщі, у гміні Чарнкув Чарнковсько-Тшцянецького повіту Великопольського воєводства.
Населення — 311 осіб (2011).
У 1975-1998 роках село належало до Пільського воєводства.

## Демографія
Демографічна структура станом на 31 березня 2011 року:
|          | Загалом | Допрацездатний вік | Працездатний вік | Постпрацездатний вік |
| -------- | ------- | ------------------ | ---------------- | -------------------- |
| Чоловіки | 159     | 38                 | 108              | 13                   |
| Жінки    | 152     | 33                 | 85               | 34                   |
| Разом    | 311     | 71                 | 193              | 47                   |